# Вудбері Тауншип (округ Блер, Пенсільванія)
Вудбері Тауншип (англ. Woodbury Township) — селище (англ. township) в США, в окрузі Блер штату Пенсільванія. Населення — 1437 осіб (2020).

## Демографія
Згідно з переписом 2010 року, у селищі мешкали 1693 особи в 595 домогосподарствах у складі 450 родин. Було 667 помешкань
Расовий склад населення:
| - 97,9 % — білих - 0,6 % — чорних або афроамериканців - 0,2 % — азіатів - 0,1 % — корінних американців |

До двох чи більше рас належало 1,0 %. Частка іспаномовних становила 1,2 % від усіх жителів.
За віковим діапазоном населення розподілялося таким чином: 21,7 % — особи молодші 18 років, 63,6 % — особи у віці 18—64 років, 14,7 % — особи у віці 65 років та старші. Медіана віку мешканця становила 40,0 року. На 100 осіб жіночої статі у селищі припадало 113,8 чоловіків;  на 100 жінок у віці від 18 років та старших — 110,8 чоловіків також старших 18 років.
Середній дохід на одне домашнє господарство  становив 63 790 доларів США (медіана — 46 726), а середній дохід на одну сім'ю — 73 021 долар (медіана — 58 385). Медіана доходів становила 36 641 долар для чоловіків та 28 646 доларів для жінок. За межею бідності перебувало 16,5 % осіб, у тому числі 20,1 % дітей у віці до 18 років та 8,1 % осіб у віці 65 років та старших.
Цивільне працевлаштоване населення становило 804 особи. Основні галузі зайнятості: освіта, охорона здоров'я та соціальна допомога — 23,5 %, виробництво — 14,4 %, роздрібна торгівля — 11,4 %, транспорт — 10,6 %.